# Raymond Lévy
Ne doit pas être confondu avec Raymond Lévy (résistant).
Pour les articles homonymes, voir Lévy.
Raymond Lévy, souvent désigné à l'écrit Raymond H. Lévy, né le 28 juin 1927 à Paris où il est mort le 10 octobre 2018, est un ingénieur et chef d'entreprise français. Il a notamment été vice-président du groupe pétrolier Elf (de 1976 à 1980), président du sidérurgiste Usinor (de 1982 à 1984) et président-directeur général du constructeur automobile Renault (de 1987 à 1992).

## Biographie

### Jeunesse et formation
Raymond Haïm Lévy est le fils unique de Samuel Lévy et de Rachel née Lévy, un couple d'émigrés  juifs saloniciens qui reste à Paris pendant l'occupation allemande et parvient à échapper à la Shoah,. Il effectue son parcours scolaire à Paris, au lycée Rollin, aujourd'hui collège-lycée Jacques-Decour, puis en classe de mathématiques spéciales au lycée Saint-Louis. Il entre major en 1946 à l'École polytechnique dont il sort également major,,, ce qui lui permet d'intégrer le Corps des mines. Il part alors étudier au Massachusetts Institute of Technology (États-Unis), où il obtient un Master of Sciences en 1950, et de retour en France termine son cycle d’études à l'École nationale supérieure des mines de Paris.

### Industrie pétrolière
Après un stage aux houillères du bassin du Nord et du Pas-de-Calais (1952-1953) puis un premier poste à l'arrondissement minéralogique de Toulouse de 1953 à 1957, il intègre en 1957 la Régie autonome des pétroles (la RAP), qui en 1965, fusionnant avec la Société nationale des pétroles d’Aquitaine (la SNPA) et le Bureau de recherche de pétrole (le BRP), devient l'Entreprise de recherches et d'activités pétrolières, l’Erap. Il est successivement ingénieur puis directeur attaché à la direction générale à la RAP (1957-1965), directeur général adjoint de la branche exploration-production (1966-1972) de l’Erap.
Il est directeur général (1972-1976) puis président (1976-1980) d'Elf-Union, nouveau nom de l'Union générale des pétroles (UGP). Il est président-directeur général (PDG) d'Elf France de 1975 à 1980 et vice-PDG d'Elf Aquitaine de 1976 à 1980. En 1977, lorsque Pierre Guillaumat en quitte la présidence, il s'attend à prendre sa succession, mais le président de la République Valéry Giscard d'Estaing lui préfère Albin Chalandon. La raison qui a alors été invoquée était la possible incompatibilité entre la qualité de Juif et la présidence d'une société constamment en relation avec les pays arabes. Il reste trois ans vice-PDG sous la présidence d'Albin Chalandon, y faisant d'après ses propres déclarations[réf. souhaitée] œuvre aussi utile que ce qui l'a rendu plus tard célèbre à la présidence de Renault.

### Sidérurgie
Raymond Lévy quitte Elf et l'industrie pétrolière en 1981 pour la présidence de la Compagnie française des aciers spéciaux (groupe Usinor) ; il devient ensuite PDG d'Usinor en 1982. En mai 1984, malgré des résultats en net redressement, il est convoqué par Louis Schweitzer, directeur de cabinet du ministre de l'Industrie Laurent Fabius, pour être informé qu’il est écarté de la présidence du groupe. Dans le même secteur d’activité, en 1985, il rejoint alors le groupe sidérurgique belge Cockerill-Sambre à Bruxelles, dont il devient président et administrateur délégué,.

### Renault
En décembre 1986, à la suite de l'assassinat par Action directe du président de Renault, Georges Besse, il est appelé par le gouvernement — notamment par le ministre de l'Industrie Alain Madelin — à le remplacer. En dépit du travail de redressement commencé par Georges Besse resté en poste moins de deux ans, l'entreprise est toujours dans une situation difficile, compromise davantage par le difficile lancement de la R25 en 1983. Dès sa prise de fonction, Raymond Lévy place la qualité au centre de son plan de redressement, déclarant pour illustrer ses intentions qu'il est inadmissible que sa R25 de fonction lorsqu'il était chez Cockerill-Sambre ait dû passer chaque mois au garage pour réparation. Il crée un poste de directeur de la qualité qu'il place sous sa responsabilité directe, introduit la formation systématique de l'ensemble du personnel aux méthodes les plus récentes des « maîtres » japonais, et crée en 1989 l'institut Renault de la qualité, devenu une référence nationale dans le domaine. Il met en place un système d'objectifs quantifiables de performances en qualité, coûts, et délais à tous les niveaux hiérarchiques. Rompant avec le discours feutré de ses prédécesseurs, il souligne la gravité du problème. Le traitement de choc réussit : les R19 et Clio, premiers modèles lancés sous son mandat, offrent un niveau de qualité en très net progrès et permettent à Renault de « percer » enfin sur les exigeants marchés d'Europe du Nord, en particulier en Allemagne.
Second pilier de la stratégie de Raymond Lévy de transformation du groupe, « l'accord à vivre », avancée sociale majeure initiée chez Renault, signé le 29 décembre 1989, a déterminé l'évolution des mentalités de tous les collaborateurs.
Dans le même temps, Raymond Lévy s'attache à stabiliser les finances de l'entreprise. Il tire un trait définitif sur l'aventure américaine de Renault, avec la vente d'American Motors à Chrysler au printemps 1987, et met en place le système de production en flux tendu afin de diminuer les coûts de production. En 1989, l'entreprise est de nouveau bénéficiaire.
C'est à Raymond Lévy également qu'est dû, en 1989, le retour en Formule 1 de Renault en tant que motoriste. Après deux victoires de la Renault F1 Team en Grand Prix dès sa première saison, l'équipe Williams-Renault réalise le premier doublé pilote-constructeur en 1992, et le moteur Renault va ensuite dominer ses concurrents en apportant cinq titres constructeurs (1992, 1993, 1994, 1996 et 1997).
Face à l'imminente ouverture du marché unique européen en 1992, Raymond Lévy est conscient de la nécessité pour Renault de s'agrandir. Il cherche d'abord à racheter le constructeur tchécoslovaque Skoda dès la chute du mur de Berlin, mais les négociations échouent au bénéfice de Volkswagen. Il se tourne alors vers le Suédois Volvo, avec une prise de participations croisées entre les deux constructeurs, devant ouvrir la voie à une fusion. Ayant atteint l'âge statutaire de départ à la retraite en 1992, il cède son fauteuil de président de Renault au même Louis Schweitzer qui lui avait annoncé sa mise à l'écart de la présidence d’Usinor en 1984.

### Autres responsabilités
En parallèle, Raymond Lévy, nommé ingénieur en chef des mines en 1962 puis ingénieur général en 1978, occupe le poste de vice-président du Conseil général des mines,, c'est-à-dire de « patron » effectif du Corps des ingénieurs des mines, de 1987 à 1992.
En février 1993, il remet à Pierre Bérégovoy alors Premier ministre un rapport intitulé « Les biocarburants », destiné à étudier les possibilités de développement de la production de biocarburants par l'agriculture française. Ceci lui vaut d'être décoré de l'ordre du Mérite agricole.
De 1993 à 2010, il est président du conseil de surveillance de Lagardère SCA puis son président d'honneur après 2010,.
En 1998, il accepte, et mène à bien sur les trois ans qu'il y passe, la charge délicate de présider le conseil de surveillance du Consortium de réalisation (CDR), la filiale de revente des actifs du Crédit lyonnais créée à la suite de sa quasi-faillite, en 1993.
Par ailleurs, il a présidé la fondation de l’École polytechnique, de sa création (en 1987) à 1994, l'amicale du Corps des mines de 1993 à 2002, la Fondation européenne pour le management par la qualité (EFQM) de 1991 à 1992 et le Cercle de l'industrie de 1993 à 2001.
Il a été premier adjoint au maire de Vaucresson dans les Hauts-de-Seine, de 2001 à 2003.

### Mort
Il s'est éteint le 10 octobre 2018, âgé de 91 ans dans le 16e arrondissement de Paris.

## Famille
Le 12 août 1955, Raymond Lévy a épousé Jacqueline Adèle Schwartz, médecin, avec laquelle il eut ensuite trois garçons et une fille, tous quatre également anciens élèves de l'École polytechnique, suivis par cinq de ses douze petits-enfants.

## Décorations
- Commandeur de la Légion d'honneur [9],[16]
- Commandeur de l'ordre national du Mérite
- Commandeur de l'ordre du Mérite agricole [7]

## Distinctions
Il est élu « manager de l'année » en 1990 par le Nouvel Économiste.

## Proverbe préféré
« Quand le lion se fait vieux, il est la risée des chacals. »